# التزلج الألبي لذوي الاحتياجات الخاصة
التزلج الألبي لذوي الاحتياجات الخاصة أو التزلج الشاهق البارالمبي (بالإنجليزية: Paralympic alpine skiing) هو تعديل للتزلج على المنحدرات للرياضيين ذوي الإعاقة. وقد تطورت هذه الرياضة من جهود المحاربين القدامى المعاقين في ألمانيا والنمسا أثناء الحرب العالمية الثانية وبعدها. وتتم إدارة هذه الرياضة من قبل لجنة الرياضة التابعة للجنة البارالمبية الدولية. تشتمل المعدات الأساسية المستخدمة على زلاجات خارجية وزلاجات الجلوس وزلاجات أحادية. كما تشمل تخصصات التزلج على المنحدرات الجبلية الداونهيل والتزلج على الجليد السوبر جي والتزلج على المنحدرات العملاقة والتزلج على المنحدرات والتزلج على الجليد السوبر المشترك والتزلج على الجليد.
إن تصنيف التزلج على الجليد الشاهق البارالمبي هو نظام تصنيف التزلج على الجليد الباراليبي المصمم لضمان المنافسة العادلة بين المتزلجين على الجليد الشاهق البارالمبي لذوي أنواع الإعاقات المختلفة.ويتتم تصنيف الإعاقات إلى ثلاثة أنواع عامة: الوقوف والعمى والجلوس. وقد تم إنشاء نظام تصنيف للتزلج على الجليد للسماح لمجموعات التصنيف الثلاثة بالتنافس بشكل عادل مع بعضها البعض في نفس السباق على الرغم من مستويات التزلج الوظيفية المختلفة والتحديات الطبية.
وقد كان التزلج على ارتفاع شاهق أحد الرياضات الأساسية في دورة الألعاب البارالمبية الشتوية الأولى في عام 1976، حيث أقيمت فعاليات التزلج المتعرج والتزلج المتعرج العملاق. وتمت إضافة تخصصات مختلفة إلى البرنامج البارالمبي مع مرور الوقت. حيث أقيمت منافسات التزلج الشاهق في دورة الألعاب البارالمبية الشتوية لعام 2010 في ويسلر كريك سايد. وقد شملت التخصصات في ويسلر التزلج على المنحدرات والتزلج المركب الفائق والتزلج على الجليد الفائق والتزلج المتعرج والتزلج المتعرج العملاق.

## التاريخ
يعود تاريخ رياضة التزلج للأشخاص ذوي الإعاقة إلى الحرب العالمية الثانية والتي أسفرت عن إصابة أعداد كبيرة من الجنود. في ألمانيا نجح فرانز ويندل وهو شخص مبتور الساق، في ربط زوج من العكازات بزلاجات قصيرة. وسيب "بيبي" زويكناجل هو محارب نمساوي فقد ساقيه في انفجار قنبلة يدوية علم نفسه التزلج وأصبح في نهاية المطاف مدرب تزلج في كيتزبوهيل، وأسس قسمًا للجمعية النمساوية للتزلج للمتزلجين ذوي الإعاقة. أما بحلول عام 1947 فبدأت السباقات السنوية تقام في النمسا. وكان لودفيج جوتمان أحد الشخصيات الرئيسية في تاريخ الرياضة البارالمبية، مفيدًا في تنظيم فعاليات التزلج. وفي الولايات المتحدة بدأت غريتشن فريزر بتعليم التزلج على الجليد لمبتوري الأطراف في مستشفيات الجيش. وبحلول ستينيات القرن العشرين تم تأسيس عدد من المنظمات. كما أنه ولفترة طويلة كان التزلج على الجليد مقصوراً على مبتوري الأطراف، ولكن في عام 1969 بدأ المتزلج الكفيف جين إيمير وهو مدرب تزلج سابق قبل أن يفقد بصره، برنامج تزلج في أسبن بولاية كولورادو للمتزلجين المكفوفين. وأقيمت أول مسابقة دولية بطولة العالم للتزلج الجبلي للمعاقين في فرنسا عام 1974.

## الأحداث

### الألعاب البارالمبية

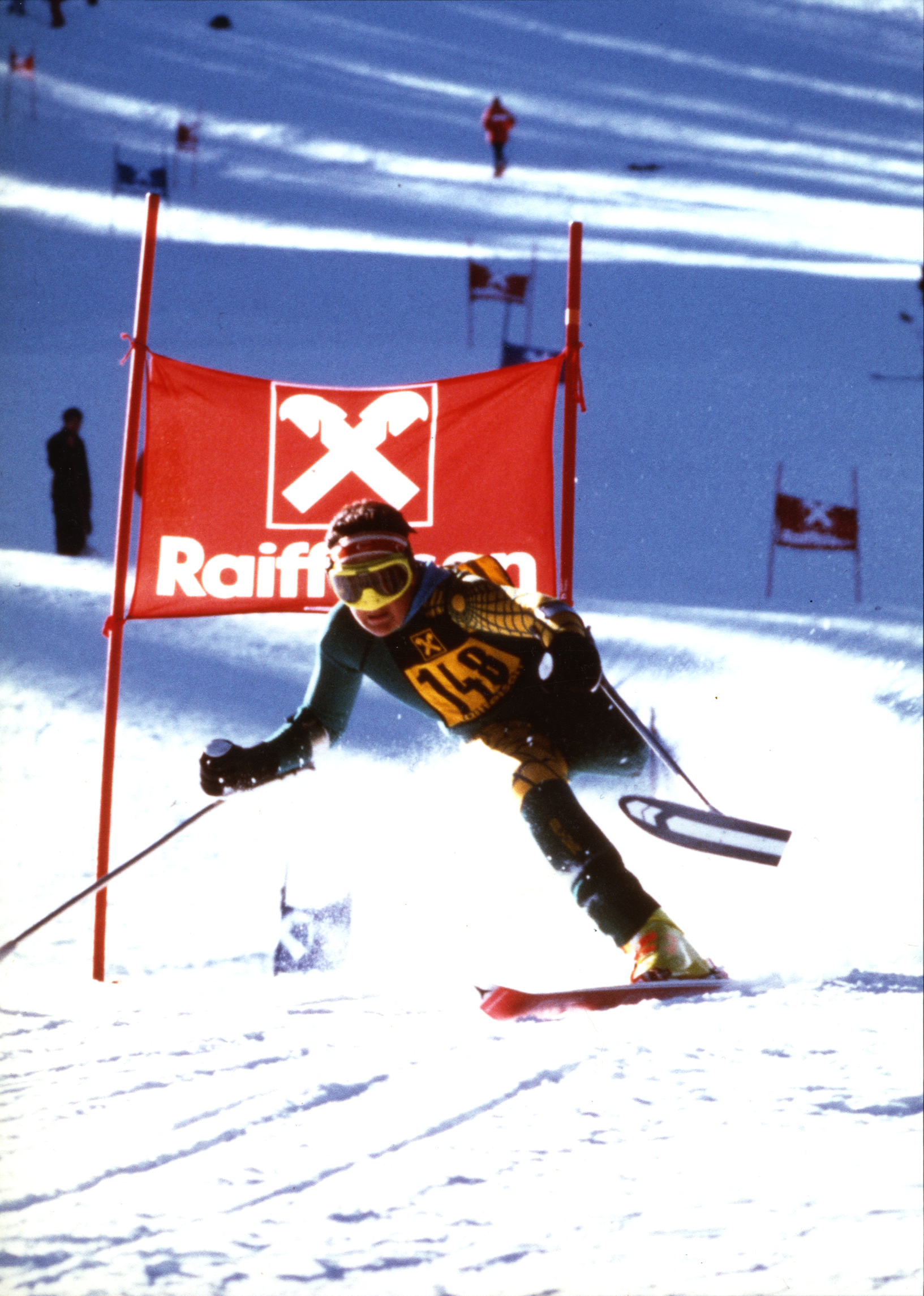
اللاعب الأسترالي مايكل ميلتون في الألعاب البارالمبية الشتوية في إنسبروك عام 1988

كان التزلج على الجليد الباراليبي أحد الرياضات الأساسية في أول دورة ألعاب بارالمبية شتوية في عام 1976 مع إقامة أحداث التعرج والتعرج العملاق. أما في دورة الألعاب البارالمبية الشتوية لعام 1984 فقد تمت إضافة حدث الانحدار إلى برنامج التزلج الألبي جنبًا إلى جنب مع التزلج الجلوسي كرياضة استعراضية. وفي دورة الألعاب البارالمبية الشتوية لعام 1992 في ألبرتفيل كانت أحداث المنحدرات والتزلج العملاق والتعرج مدرجة في البرنامج. كما أنه في دورة الألعاب البارالمبية الشتوية لعام 1994 تمت إضافة سباق التعرج العملاق إلى برنامج التزلج الألبي. وفي عام 1998 تمت إضافة فصول التزلج البارالمبي للمتزلجين الجالسين وضعاف البصر كأحداث ميدالية كاملة بعد أن كانت تقتصر فقط على الفئات الواقفة المتنافسة في الألعاب السابقة.
في دورة الألعاب البارالمبية الشتوية لعام 2002 أقيمت منافسات التزلج على المنحدرات للسيدات والتزلج على المنحدرات للرجال ذوي الإعاقة البصرية في اليوم الأول، بينما أقيمت منافسات التزلج على المنحدرات للرجال وهم واقفون وجالسون في اليوم الثاني. أقيمت منافسات سوبر-جي للرجال وهم واقفون وجلوس في اليوم الثالث، بينما أقيمت منافسات سوبر-جي للرجال ضعاف البصر وسوبر-جي للسيدات في اليوم الخامس. أقيمت منافسات التزلج العملاق وقوفاً وجلوساً للرجال في اليوم السابع، بينما أقيمت منافسات التزلج العملاق للنساء والرجال ذوي الإعاقة البصرية في اليوم الثامن. ثم أقيمت منافسات التزلج المتعرج للرجال وهم واقفون وجلوسًا في اليوم التاسع، بينما أقيمت منافسات التزلج المتعرج للرجال والنساء من ذوي الإعاقة البصرية في اليوم العاشر.
بالنسبة لدورة الألعاب البارالمبية الشتوية لعام 2006 تم إجراء تغييرات كبيرة على نظام التصنيف المستخدم للألعاب والذي جمع الفئات الـ14 المستخدمة في ثلاث مجموعات مع احتساب النتائج عبر تصنيفات مختلفة في المجموعة. وفي تلك الألعاب في سباق السوبر جي كان هناك 55 متنافسًا من الذكور مقارنة بـ 18 امرأة في المجموعة الدائمة.
أقيمت فعاليات التزلج على الجليد الباراليبي البارالمبية الشتوية لعام 2010 في ويسلر كريك سايد. شملت التخصصات في ويسلر التزلج على المنحدرات والتزلج المشترك الفائق والتزلج على الجليد الفائق والتزلج المتعرج والتزلج المتعرج العملاق. كانت هذه هي المرة الأولى التي يتواجد فيها السباق السوبر المشترك في برنامج الألعاب البارالمبية. في حدث الانحدار كان هناك 25 رجلاً و18 امرأة في فئة الوقوف، و25 رجلاً و10 نساء في فئة الجلوس، و12 رجلاً و10 نساء في فئة ضعاف البصر. وفي المجموعة المجمعة كان هناك 18 رجلاً و14 امرأة في وضع الوقوف، و18 رجلاً و10 نساء في وضع الجلوس، و10 رجال و10 نساء في وضع ضعاف البصر. كان سباق التعرج هو السباق الأقصر طولًا بين الأحداث الرئيسية للتزلج على الجليد في الألعاب. وقد أقيم سباق الانحدار للرجال والنساء في جميع الفئات في اليوم الثاني. وأقيمت مسابقة السوبر جي للرجال والنساء في فئتي الوقوف في اليوم الثالث، مع مشاركة المعاقين بصريًا والمتزلجين الجالسين في مسابقة السوبر جي في اليوم الرابع. وأقيمت في اليوم الخامس بطولة السوبر المشتركة لجميع الفئات وكلا الجنسين. ثم أقيمت مسابقة التزلج العملاق الواقفة للرجال والنساء في اليوم السابع، بينما أقيمت بقية المسابقات في اليوم الثامن. وأقيم سباق التعرج للرجال والنساء الواقفين في اليوم التاسع والفئات المتبقية في اليوم العاشر.
أقيمت منافسات التزلج على الجليد البارالمبي الشتوي لعام 2014 في منتزه روزا خوتور إكستريم. وبالإضافة إلى هذا التخصص كانت هذه الألعاب عبارة عن سباقات التزلج على الجليد البارالمبية والتي أقيمت في روزا خوتور جنبًا إلى جنب مع سباقات السوبر جي والانحدار والسوبر كومبيند والتعرج والتعرج العملاق. وفي سباق الانحدار للمكفوفين كان هناك 11 رجلاً و6 نساء. بالنسبة للوقوف في المنحدر كان هناك 17 رجلاً و8 نساء. بالنسبة للجلوس على المنحدر شارك 22 رجلاً و6 نساء. وفي سباق سوبر جي للمكفوفين كان هناك 15 رجلاً و6 نساء. شارك في سباق السوبر-جي الواقفين 31 رجلاً و15 امرأة. وقد تم التنافس على جلسة سوبر-جي من قبل 31 رجلاً و8 نساء. أقيمت منافسات سباق سوبر كومبيند داون هيل وسباق التعرج السوبر المشترك للرجال والنساء في 11 مارس وأقيمت منافسات التزلج على الجليد البارا-سنوبورد للجنسين في 14 مارس.

### بطولات العالم

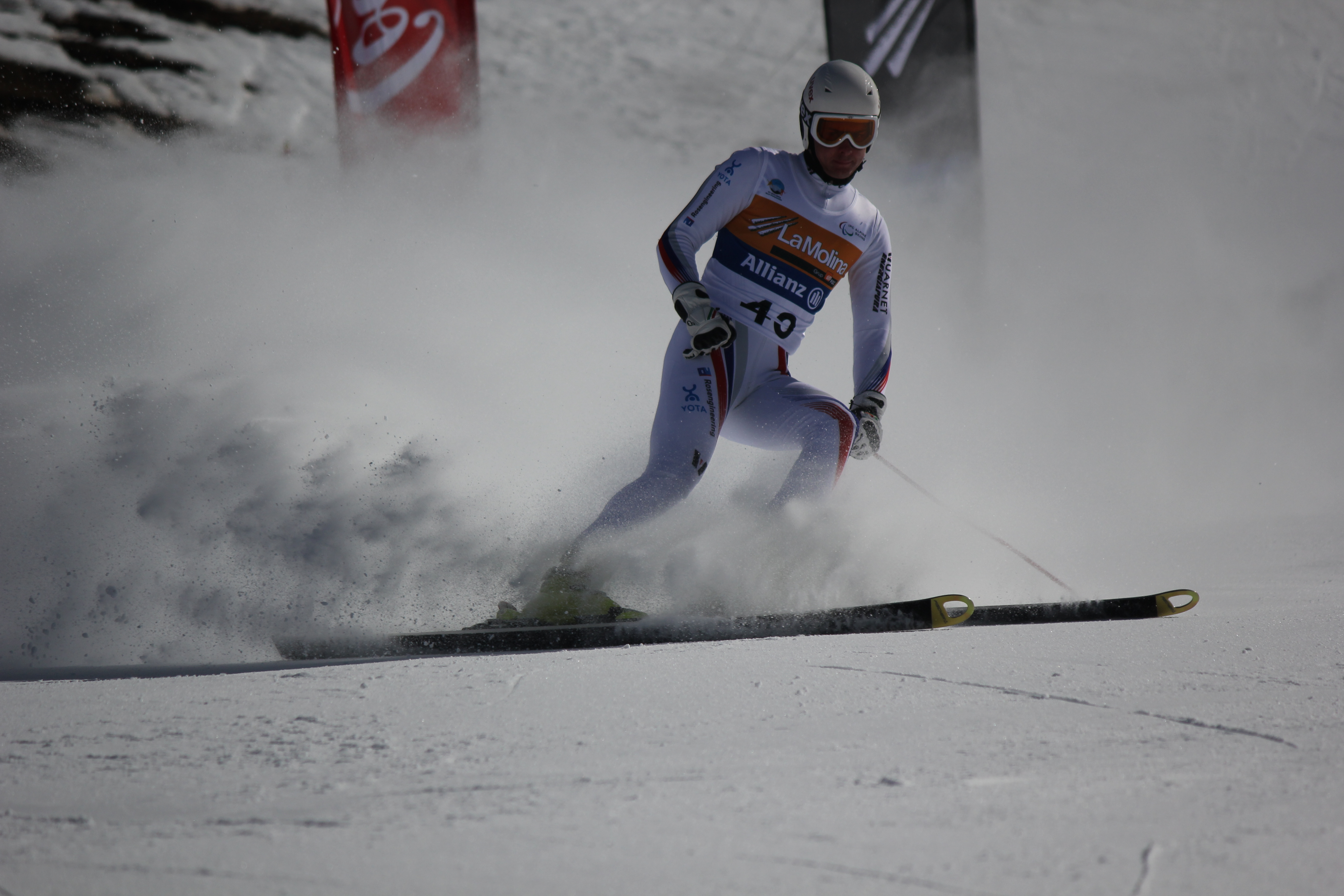
ألكسندر أليابيف من روسيا. بطولة العالم للتزلج على الجليد في الجليد الباراليبي 2013 في لا مولينا بإسبانيا. اليوم الثاني من المنافسة. نهائي سباق السوبر جي.

تُعَد بطولة العالم للتزلج على الجليد الباراليبي البارالمبية المعروفة قبل نسخة عام 2017 باسم بطولة العالم للتزلج على الجليد الباراليبي البارالمبية إلى جانب دورة الألعاب البارالمبية الشتوية، المستوى الأكثر شهرة للمنافسة الدولية في التزلج على الجليد الباراليبي البارالمبية. وقد أقيمت بطولة العالم لأول مرة في عام 1974 ثم أقيمت كل أربع سنوات (الأعوام الزوجية غير البارالمبية) من عام 1982 إلى عام 2004؛ وبدءًا من عام 2009 أقيمت كل عامين في الأعوام الفردية.
وقد كان من المقرر في الأصل أن يتم تغيير موعد إقامة بطولة العالم كل أربع سنوات إلى كل سنتين في عام 2007. وكان من المقرر أن تقام نسخة 2007 في كلوسترز بسويسرا، لكن المنظمين سحبوا عرضهم في أوائل عام 2006 مشيرين إلى نقص التمويل. وحاولت اللجنة البارالمبية الدولية في البداية العثور على مضيف بديل لبطولة 2007 لكنها قررت في أبريل إلغاء الحدث بالكامل.
وفي 30 نوفمبر 2016 اعتمدت اللجنة البارالمبية الدولية التي تعمل كهيئة حاكمة دولية للتزلج على الجليد الباراليبي بمشاركة متنافسين من ذوي الإعاقة العلامة التجارية "World Para" للجان التي تحكم جميع الرياضات الخاصة بالإعاقة والتي تعمل فيها باعتبارها اتحادًا دوليًا. وبناءً على ذلك عُرفت منذ ذلك الحين بطولات الآي بيه سي العالمية في التزلج على الجليد الباراليبي باسم "بطولات العالم للتزلج على الجليد الباراليبي للمعاقين".

## الحوكمة والقواعد والأحداث
تشمل الأحداث الدولية والوطنية لهذه الرياضة الألعاب البارالمبية الشتوية وبطولات العالم وكأس العالم وكؤوس القارات والبطولات الوطنية وسباقات ايبكاس وسباقات ايبكاس للتزلج على الجليد. يتنافس المتزلجون من 39 دولة مختلفة بنشاط في التزلج البارالمبي في رياضة واحدة من ثماني رياضات يحكمها لجنة الرياضة باللجنة البارالمبية الدولية مع قواعد التزلج البارالمبي المنصوص عليها في قواعد وأنظمة ايبكاس. ومن الممكن إنشاء قواعد خاصة بأحداث معينة مثل دورة الألعاب البارالمبية. وقد تم إنشاء مجموعة واحدة من القواعد في عام 1994 وتم تحديدها في دليل الـIPC. وتم استخدام هذا لحكم الأحداث التي أقرتها اللجنة البارالمبية الدولية مثل الألعاب البارالمبية لسنوات عديدة. حيث تستخدم قواعد المنافسة للفئات قواعد وضعها أو تم تعديلها من قواعد وضعها الاتحاد الدولي للتزلج (آي أس أف). وقد تم تحديد هذه القواعد في المؤتمر الدولي الثاني والأربعين للتزلج في عام 2000. وعملت مجموعتا القواعد بالتنسيق مع بعضهما البعض حيث حددت قواعد آي أس أف قواعد التزلج على الجليد الباراليبي، وقدمت الآي بيه سي تعديلات للتزلج على الجليد الباراليبي. ويمكن للجنة التنفيذية لجمعية الرياضات الجبلية التابعة للجنة البارالمبية الدولية أن تحدد ما إذا كان المتزلجون مؤهلين للتنافس في الأحداث المعتمدة من قبل اللجنة البارالمبية الدولية وفقًا لتقديرها الخاص بغض النظر عما تقوله القواعد. كما يمكن للجان البارالمبية الوطنية أن يكون لها مجموعات قواعدها الخاصة في المسابقات الوطنية.

## المعدات

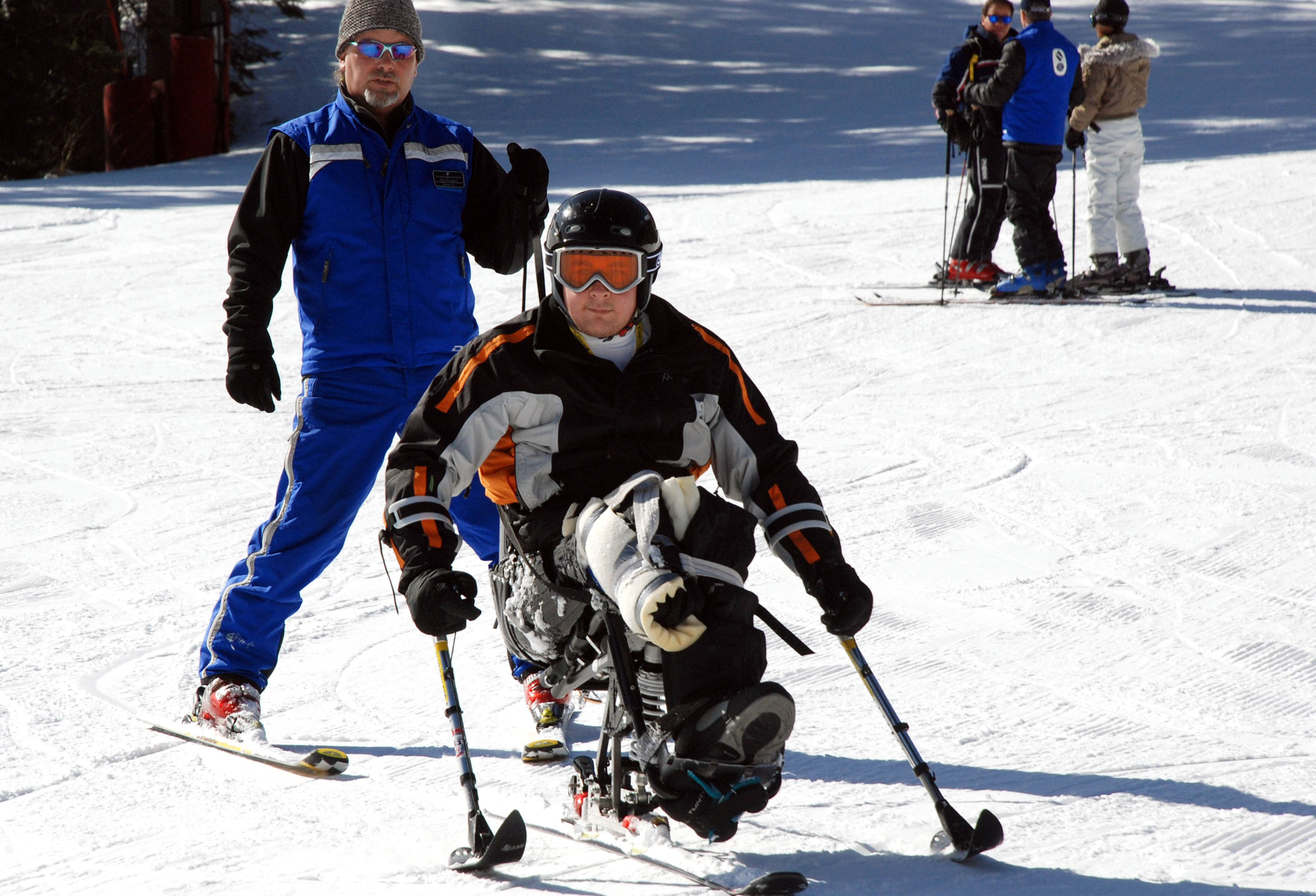
يستخدم أحد المحاربين القدامى المعوقين زلاجة الجلوس في فاييل بكولورادو.

### الجلوس
تشمل المعدات الأساسية المستخدمة في هذه الرياضة الزلاجات ذات الدعامات الجانبية والزلاجات ذات المقعدين والزلاجات الأحادية. واعتمادًا على التصنيف قد يستخدم المتزلجون معدات أخرى بما في ذلك مرشدو التزلج أو أعمدة التزلج المقطوعة أو المساعدات التقويمية أو الأطراف الاصطناعية. فبالنسبة للمتزلجين الواقفين تحدد قواعد الفئات المختلفة نوع المعدات المسموح بها في المنافسة مثل عمود واحد أو عمودين أو عدم وجود أعمدة أو زلاجة واحدة أو زلاجتين. كما يتم تحديد قواعد استخدام المعدات في المنافسة من قبل الاتحاد الدولي للتزلج واللجنة البارالمبية الدولية.
وهناك أطوال دنيا للزلاجات المستخدمة في المنافسة حيث يجب أن يكون طول زلاجات الرجال على الأقل 165 سنتيمتر (65 بوصة). ويبلغ طول الزلاجات النسائية على الأقل 155 سنتيمتر (61 بوصة) طول. ويبلغ الحد الأقصى لارتفاع الربطات المستخدمة في الزلاجات 55 مليمتر (2.2 بوصة).
تم تصميم زلاجات الجلوس لمستخدمي الكراسي المتحركة أو غيرهم من المتزلجين الذين يعانون من شكل من أشكال الشلل النصفي. وتم بناء أول زلاجة جلوس في عام 1967 من قبل جوزيف شرال من منطقة بافاريا في ألمانيا. وكانت الزلاجات الجلوسية المبكرة المستخدمة في التزلج على الجليد تحتوي على زلاجتين عريضتين ومكابح وكانت تُصنع خصيصًا لتناسب المتزلج المحدد. وقد كان وزن الزلاجة يمنع المتزلجين من التزلج على التلال أو المنحدرات شديدة الانحدار. حيث استمر تطوير الزلاجة الجلوسية حتى ثمانينيات القرن العشرين مع عرض نسخة أكثر حداثة في إنجلبيرج بسويسرا في عام 1987 في ورشة عمل استضافتها الجمعية السويسرية للمصابين بالشلل النصفي. ومع تقدم التكنولوجيا تم تطوير كرسي يمكن ربطه بالزلاجات التي يستخدمها المتزلجون غير المعوقين. وقد أصبحت هذه الأحذية مصنوعة الآن من الألياف الزجاجية والبوليستر كما تم تقليل وزنها بشكل كبير مما يسمح للمتزلجين بالتزلج على المنحدرات الأكثر انحدارًا والتنافس في التلال. وتشتمل زلاجات الجلوس الحالية على أحزمة أمان. ومع تطور الزلاجات المخصصة للمتزلجين غير المعوقين للتخصص في هذا الحدث تغيرت أيضًا الزلاجات التي يستخدمها المتزلجون الجالسون.
يستخدم المتزلجون الجالسون زلاجات مصممة خصيصًا تسمى زلاجة أحادية وتسمى أحيانًا زلاجة أحادية ماكسي. ويتم استخدامها من قبل المتزلجين الذين يعانون من إعاقات في الأطراف السفلية بما في ذلك الشلل. حيث يوجد نوع مختلف من الزلاجة الأحادية للمتزلجين الذين يعانون من بتر ثنائي فوق الركبة. وقد تم تطوير الزلاجة الأحادية في النمسا في أوائل الثمانينيات من قبل جوزيف فيرسينجر الذي كان يعاني من بتر ساقيه فوق الركبة، والمهندس هورست موروكوتي. إن التصميم الأساسي الذي ابتكروه لا يزال هو التصميم المستخدم في الزلاجات الأحادية المستخدمة حاليًا في المسابقات. وتم استخدام الزلاجة الأحادية بسرعة من قبل المتزلجين الألمان الذين قاموا ببناء زلاجاتهم الخاصة في ورشة عمل في توبنغن. حيث يستخدم الزلاجة الأحادية نفس الزلاجات المستخدمة للتزلج على الجليد الباراليبي لغير المعاقين مع تعديلها بحيث يجلس المتزلج على كرسي متصل بالزلاجة عبر زنبرك. وتم استخدام الزلاجة الأحادية لأول مرة في دورة الألعاب البارالمبية الشتوية عام 1988.
الزلاجة الأحادية المعروفة أيضًا باسم الزلاجة الجالسة تتكون من مقعد مصبوب مثبت على إطار معدني. ويساعد ممتص الصدمات الموجود أسفل المقعد على تسهيل القيادة على الأراضي غير المستوية ويساعد في الدوران من خلال تعظيم الاتصال بين الزلاجات والثلوج. حيث تتفاعل الزلاجات الأحادية الحديثة مع زلاجة الجليد الباراليبي العادية عن طريق "قدم الزلاجة" وهي كتلة معدنية أو بلاستيكية على شكل نعل حذاء يتم تثبيتها في رباط الزلاجة. ويستخدم المتزلج على الجليد أحادي الذراعين الخارجيين لتحقيق الاستقرار؛ ويشبه الذراع الخارجي عكاز الساعد مع وجود زلاجة قصيرة في الأسفل. وغالبًا ما يفاجأ الأشخاص الجدد في رياضة التزلج الفردي عندما يرون مقدار التضاريس التي يمكن التزلج عليها باستخدام زلاجة فردية؛ كما يمكن العثور على المتزلجين الفرديين المتقدمين ليس فقط وهم ينحتون المنعطفات على المنحدرات المُجهزة ولكن أيضًا يتزلجون على التلال والمتنزهات الجبلية ومضامير السباق والمروج وحتى التضاريس النائية - باختصار أينما يمكن للمتزلجين الواقفين الذهاب.
مع تقدم تكنولوجيا التزلج على الجليد الباراليبي تطورت أيضًا تكنولوجيا التزلج الأحادي. وفي أمريكا الشمالية في السبعينيات وأوائل الثمانينيات اتخذت "زلاجات الجلوس" المبكرة شكل زلاجات مصنوعة من الألياف الزجاجية مع زلاجات معدنية. وقد تم اختراع أول زلاجة جلوس منحدرة في الولايات المتحدة أرويا بواسطة الأمريكي بيتر أكسلسون في عام 1978. وكان سحب الأعمدة الطويلة أو "الإطارات الملساء" في الثلج هو الطريقة التي جعلت المنعطفات أكثر صعوبة على الرغم من عدم فعاليتها. ولم يكن لدى سوى عدد قليل من المستخدمين ما يكفي من المهارة للنزول حتى على الأراضي المتوسطة دون مساعدة من "مُقيِّد". وبحلول أوائل الثمانينيات كان الأوروبيون يجربون "زلاجات مصغرة" يتم تثبيتها على زلاجتين صغيرتين. وبدلاً من المقاعد الدلوية البسيطة اليوم كانت هناك أصداف كبيرة من الألياف الزجاجية أو مادة كيفلر، وتم استخدام نوابض ورقية في البداية بدلاً من ممتصات الانزلاق. لقد ثبت أن تصميم الزلاجات الثلاثة كان عرضة للحوادث وسرعان ما تم التخلي عنه لصالح زلاجة واحدة من قبل معظم الشركات المصنعة. وبحلول منتصف العقد انتقلت التكنولوجيا إلى كندا وبدأت الزلاجات الأحادية الحديثة في الظهور في كلتا القارتين. ففي الولايات المتحدة كانت يونيك من شركة إنيبلينغ تاكنولوجيز وشادو من شركة سنرايز ميديكل وفالونسكi من شركة دان فالون من بين أولى الزلاجات أحادية العجلة المتاحة تجاريًا. كما تعد شركة براشبرجر (النمسا) وشركة تيسييهر (فرنسا) وشركة دايناكسيس (الولايات المتحدة الأمريكية) من بين الشركات الكبرى المصنعة.
في عام 1984 شارك المتزلجون على الجليد في دورة الألعاب البارالمبية الشتوية في إنسبروك عام 1984 كرياضة استعراضية؛ وفي إنسبروك عام 1988 تمت إضافة فئات الميداليات الكاملة للمتزلجين الجالسين.

### الوقوف
بالنسبة للمتنافسين الواقفين يمكن استخدام الزلاجات الخارجية في بعض التصنيفات. وهذه هي أعمدة التزلج ذات الزلاجات الصغيرة في النهاية. إنها تساعد المتزلج على تحقيق التوازن أثناء التزلج على المنحدرات وفي التحرك صعودًا لمسافات قصيرة مما يتيح للمتزلجين القيام بأشياء مثل تسلق المنحدر للوصول إلى مصعد الكراسي.

### معدات أخرى
بالإضافة إلى هذه المعدات يستعد المتزلجون أيضًا بارتداء أحذية خاصة وخوذات وبدلات تزلج ونظارات واقية. ففي الألعاب البارالمبية يُحظر وضع إعلانات على هذه المعدات. ويتم تثبيت الأحذية على الزلاجة عند الكعب وأصابع القدم وهي مصممة لتوفير الدعم للقدم والكاحل باستخدام مواد في بناء الحذاء مثل البلاستيك الصلب. كما يجب أن تكون جميع الخوذ المستخدمة في المنافسة ذات قشرة صلبة.
بالنسبة للمتزلجين الذين يعانون من إعاقات بصرية فيتم استخدام المرشدين لمساعدة المتزلج على طول المسار. والمرشدون هم متزلجون لا يعانون من ضعف البصر ويساعدون المتزلج على المنحدرات من خلال إخباره بالمكان الذي يجب أن يتجه إليه باستخدام صوتهم أو الراديو. كما يمكن للمتزلجين استخدام أكثر من مرشد واحد أثناء المنافسة ولكن المرشد مؤهل للحصول على ميدالية فقط إذا تنافس مع نفس المتزلج طوال مدة الحدث. ومثل المتزلج يتعين على الدليل الحصول على ترخيص أي بيه سي إيه أس للمشاركة في المسابقة والالتزام بقواعد مكافحة المنشطات.

## التخصصات
تشمل تخصصات التزلج على المنحدرات الجبلية التزلج على المنحدرات والتزلج على الجليد والتزلج على الجليد العملاق والتزلج على الجليد المركب والتزلج على الجليد على لوح التزلج. وتعتمد قواعد هذه التخصصات على القواعد التي وضعها الاتحاد الدولي للتزلج على الرغم من أن بعض القواعد تم تعديلها لتناسب المتزلجين ذوي الإعاقة. وأثناء التزلج في هذه التخصصات يمكن للمتزلجين الوصول إلى سرعات تصل إلى 100 كيلومتر (62 ميل) في الساعة.

### المنحدر

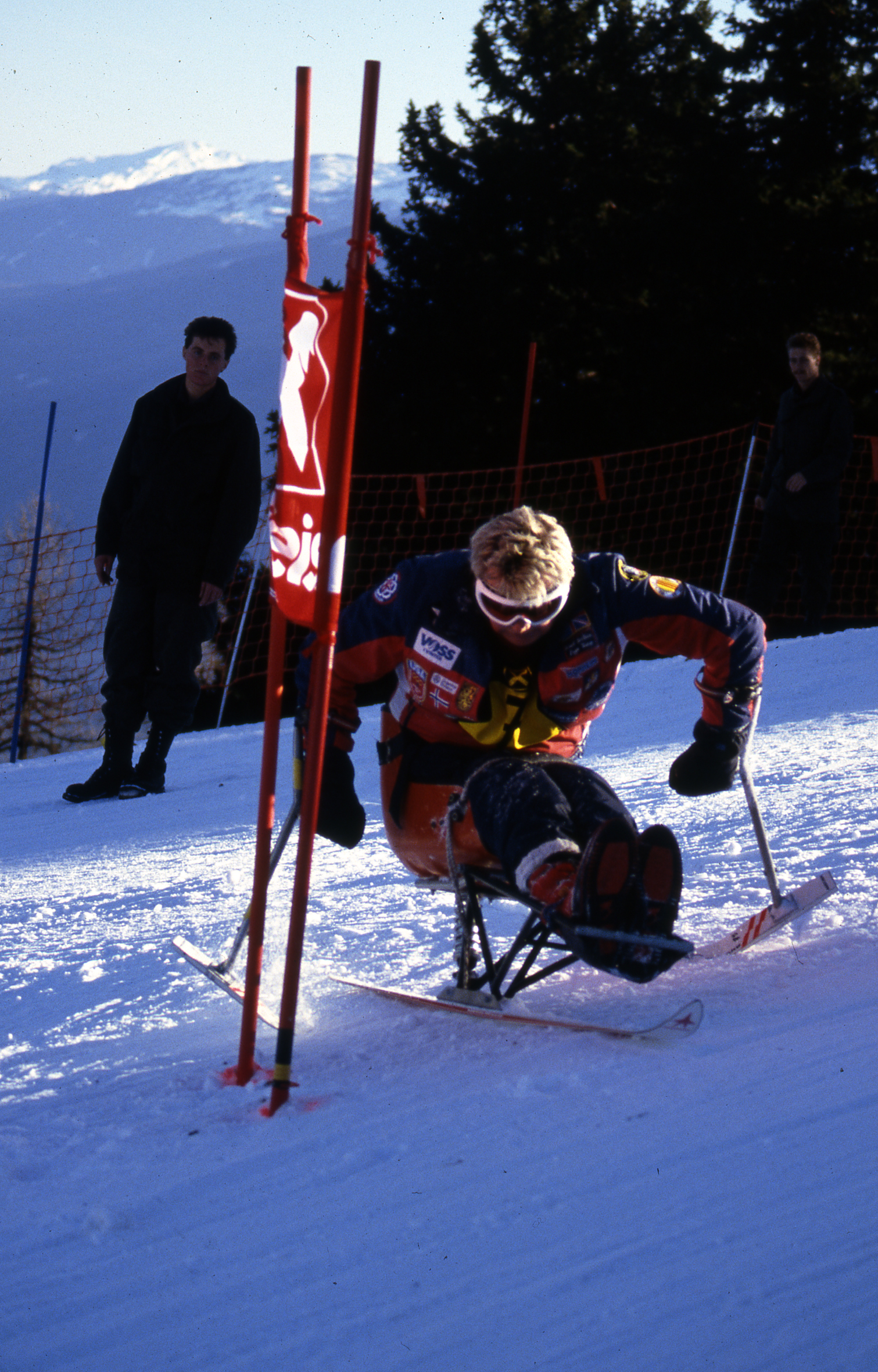
متزلج نرويجي في المنحدر في دورة الألعاب البارالمبية الشتوية لعام 1988

هذا هو نظام يعتمد على السرعة ومحدد بالوقت حيث يتزلج المتنافسون على مسار شديد الانحدار يمكن أن يصل طوله إلى 450 متر (1,480 قدم) إلى 800 متر (2,600 قدم) أقل مما بدأ به مع احتوائه على العديد من المنعطفات والقفزات. كما يتم تحديد الفائز بناءً على جولة واحدة على طول المسار، حيث يكون المتسابق الذي يحقق أسرع وقت هو الفائز. ويتنقل المتزلجون بين البوابات في المنحدر وهو أقل عدد من البوابات بين جميع التخصصات البارا ألبية وإذا فاتتهم مجموعة يتم استبعادهم. وفي بعض المسابقات التي تتطلب التأهل للدخول يمكن للمتزلج التأهل لهذا التخصص من خلال داون هيل أو سوبر جي. وتتوفر نقاط أف آي أس للمعاقين في الأحداث المعتمدة. كما تم تضمين هذا السباق في برنامج الألعاب البارالمبية الحالية.
يجب أن لا يقل طول الزلاجات المخصصة للسيدات عن 200 سنتيمتر (79 بوصة) طول مع تسامح 1 سنتيمتر (0.39 بوصة). بالنسبة للرجال يجب أن يكون طول الزلاجة 205 سنتيمتر (81 بوصة) طول مع نفس التسامح. وتحتاج زلاجات النساء والرجال إلى دائرة نصف قطرها 45 متر (148 قدم). استخدم المتزلجون أعمدة التزلج المنحنية في هذا الحدث. ويحتاج كل من الرجال والنساء إلى أن يكون نصف قطر زلاجاتهم 67 مليمتر (2.6 بوصة). كما يمكن أن تصل السرعات القصوى في هذا الحدث إلى 100 كيلومتر (62 ميل) في الساعة. قبل بدء الحدث يتعين على المتزلج القيام بجولة تدريبية ويجب عليه ارتداء خوذة أثناء جميع جولاته.

### سوبر - جي
تم تطوير سوبر جي في ثمانينيات القرن العشرين وهو أقل تقنية من غيره وهو معروف بسرعة المتزلج الذي يتنقل في مسار به انحدار عمودي بين 400 متر (1,300 قدم) إلى 600 متر (2,000 قدم) من الأعلى إلى الأسفل. وبالمقارنة مع غيرها من تخصصات التزلج على الجليد يميل هذا المسار إلى أن يكون متوسط الطول. كما إنه أطول من مسار التعرج العملاق والتعرج ولكنه أقصر من مسار المنحدر. في هذا التخصص يتزلج المتنافسون بين بوابات حمراء وزرقاء متناوبة يبلغ طولها 25 متر (82 قدم) منفصلة حيث يحتاج الرجال إلى اجتياز 35 بوابة وتحتاج النساء إلى اجتياز 30 بوابة. وفي بعض المسابقات التي تتطلب التأهل للدخول يمكن للمتزلج التأهل لهذا التخصص من خلال التزلج على المنحدرات أو التزلج المتعرج أو التزلج على الجليد الفائق. تتوفر نقاط أف آي أس للمعاقين في الأحداث المعتمدة. وقد تم تضمين هذا السباق في برنامج الألعاب البارالمبية الحالية.
يجب أن لا يقل طول الزلاجات المخصصة للسيدات عن 200 سنتيمتر (79 بوصة) طول مع تسامح 1 سنتيمتر (0.39 بوصة). أما بالنسبة للرجال فيجب أن يكون طول الزلاجة 205 سنتيمتر (81 بوصة) طول مع نفس التسامح. وتحتاج زلاجات النساء والرجال إلى دائرة نصف قطرها 33 متر (108 قدم). كما يحتاج كل من الرجال والنساء إلى أن يكون نصف قطر زلاجاتهم 65 مليمتر (2.6 بوصة). حيث استخدم المتزلجون أعمدة التزلج المنحنية لهذا الحدث.

### التعرج العملاق
مع انخفاض عمودي يبلغ 300 متر (980 قدم) إلى 400 متر (1,300 قدم) هذه واحدة من أكثر التخصصات الفنية في التزلج على الجليد. ويتضمن هذا النظام جولتين على مسار أكثر استقامة وأقصر من مسار المنحدر ولكنه أطول ويحتوي على عدد أقل من المنعطفات من مسار التعرج. كما يتم تحديد الفائز على أساس الوقت المشترك لكلا السباقين. وبعد الجولة الأولى يمكن إقصاء 20% من المتسابقين الذين أنهوا السباق من المنافسة وفقًا لتقدير الحكام. ثم يبدأ ترتيب البداية للجولة الثانية من بين المتزلجين الأبطأ من بين أفضل 15 متزلجًا ومع أسرع متزلج في الجولة الأولى يتزلج في المركز الخامس عشر. وأي متزلجين أنهوا السباق خارج المراكز الخمسة عشر الأولى يتزلجون بالترتيب بناءً على أوقاتهم من الجولة الأولى. فعلى سبيل المثال أسرع 18 متسابقًا في الجولة الأولى يتزلج في المركز 18 في الجولة الثانية. وفي بعض المسابقات يتم تعديل ذلك باستخدام 30 متزلجًا بدلاً من 15. تنظم اللجنة البارالمبية الدولية والاتحاد الدولي للتزلج أحداثًا مشتركة معتمدة للتزلج المتعرج. وقد تم تضمين هذا السباق في برنامج الألعاب البارالمبية الحالية. واستخدم المتزلجون أعمدة تزلج مستقيمة لهذا الحدث.

### التزلج على الجليد

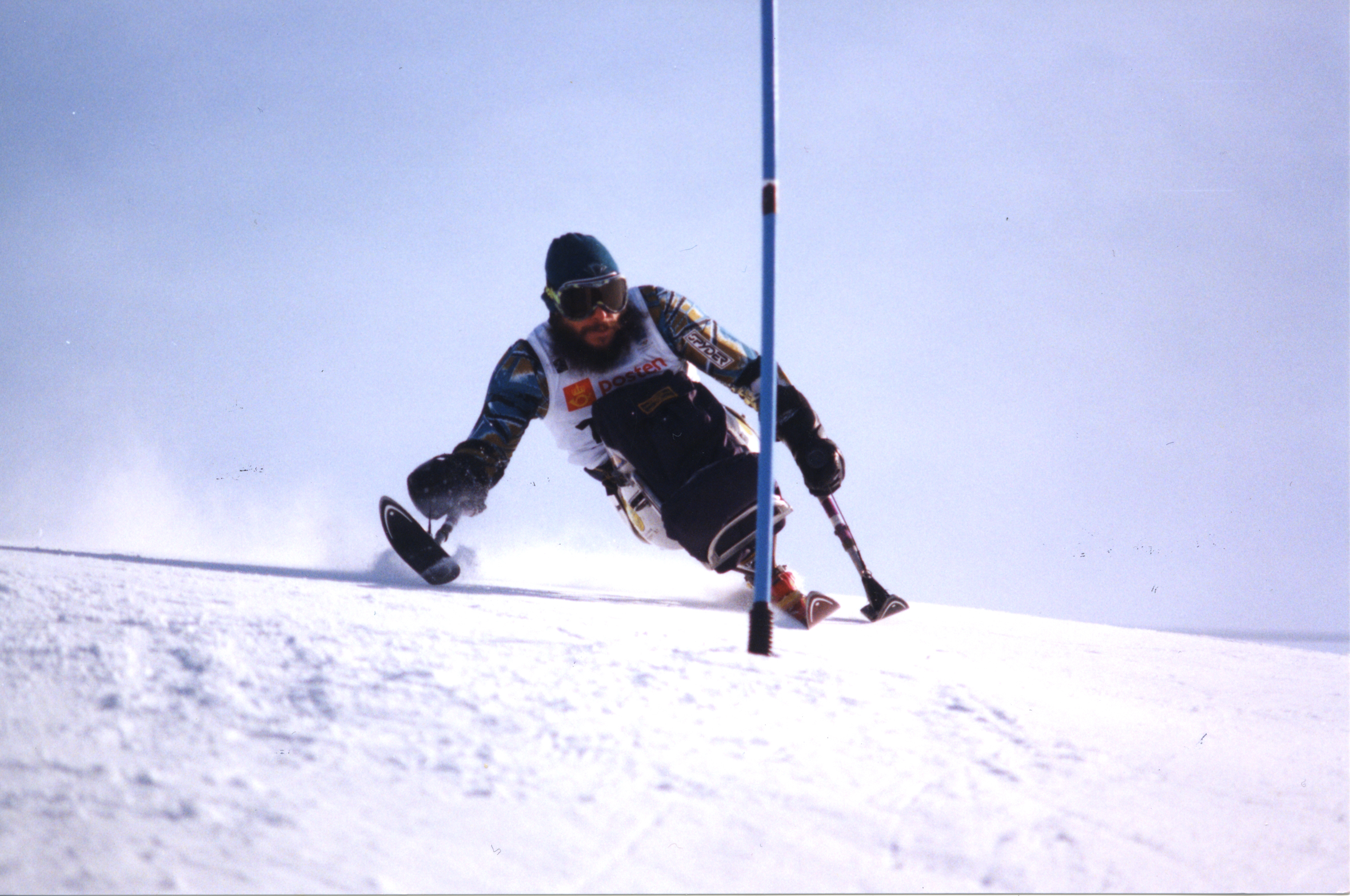
الرياضي البارالمبي الأسترالي رود هاكون في دورة الألعاب الأولمبية الشتوية 1994 في ليلهامر

اسم هذا الحدث مشتق من كلمة نرويجية تعني "مسار منحدر". وهذا الحدث هو أكثر تخصصات التزلج على الجليد الباراليبي تقنية بانحدار عمودي يبلغ 140 متر (460 قدم). إلى 220 متر (720 قدم) على مسار جليدي متعمد. وهذا هو الأقصر من بين جميع أحداث التزلج على الجليد ويستخدم مسارين مختلفين. حيث ينزل المتزلجون إلى كل مسار مرة واحدة ويتم تحديد موقفهم النهائي بناءً على وقت إكمالهم للمسار مجتمعين. كما يوجد بوابات في هذا الحدث حوالي 55-75 للرجال و40-60 للنساء وإذا فات المتزلج بوابة يتم استبعاده من السباق. وبعد الجولة الأولى يمكن إقصاء 20% من المتسابقين الذين أنهوا السباق من المنافسة وفقًا لتقدير الحكام. يبدأ ترتيب البداية للجولة الثانية من بين المتزلجين الأبطأ من بين أفضل 15 متزلجًا مع أسرع متزلج في الجولة الأولى يتزلج في المركز الخامس عشر. وأي متزلجين أنهوا السباق خارج المراكز الخمسة عشر الأولى،يتزلجون بالترتيب بناءً على أوقاتهم من الجولة الأولى. فعلى سبيل المثال أسرع 18 متسابقًا في الجولة الأولى يتزلج في المركز الـ18 في الجولة الثانية. استخدم المتزلجون أعمدة تزلج مستقيمة لهذا الحدث. في بعض المسابقات التي تتطلب التأهل للدخول يمكن للمتزلج التأهل لهذا التخصص من خلال التزلج على المنحدرات أو التزلج المتعرج أو التزلج على الجليد الفائق. كما تنظم اللجنة البارالمبية الدولية والاتحاد الدولي للتزلج أحداثًا مشتركة معتمدة للتزلج المتعرج. وتم تضمين هذا السباق في برنامج الألعاب البارالمبية الحالية. غالبًا ما يرتدي المتزلجون وسادات عند التنافس في هذا التخصص.

### السوبر المشترك
الحدث السوبر المشترك هو مزيج من تخصصين مثل التعرج والسوبر جي أو المنحدر والتعرج. ففي هذه الحالة ينزل المتزلجون على مسار المنحدر مرة واحدة ومسار التعرج مرتين. ويتم دمج أوقات السباقات ويفوز صاحب أسرع وقت.

### لوح التزلج
يبلغ ارتفاع ألواح التزلج على الجليد عموديًا ما بين 100 متر (330 قدم) و240 متر (790 قدم) لكل من سباقات الرجال والنساء، حيث يمتد المسار على مسافة 400 متر (1,300 قدم) إلى 900 متر (3,000 قدم). كما يحتوي الملعب على بوابات متناوبة. الرياضة مفتوحة فقط للمتنافسين الدائمين.

## تصنيف
تصنيف التزلج على الجليد الباراليبي هو نظام تصنيف التزلج على الجليد لذوي الاحتياجات الخاصة المصمم لضمان المنافسة العادلة بين المتزلجين على الجليد البارالمبي لذوي أنواع الإعاقات المختلفة. يتم تجميع التصنيفات إلى ثلاثة أنواع عامة من الإعاقة: الوقوف والعمى والجلوس. ويتم التعامل مع حوكمة التصنيف من قبل اللجنة البارالمبية الدولية للتزلج على الجليد. ويتم تصنيف المتزلجين على الجليد على أساس التقييم الطبي ووضع الجسم أثناء التزلج. كما يتم تقييم المتزلجين المكفوفين على أساس التقييم الطبي البحت. لكن قبل ذلك تعاملت العديد من الهيئات الحاكمة للرياضة مع التصنيف بما في ذلك المنظمة الدولية للرياضة للمعوقين (ISOD) والاتحاد الدولي لألعاب ستوك ماندفيل (ISMWSF) والاتحاد الدولي لرياضة المكفوفين (IBSA) والرابطة الدولية للرياضة والترفيه للمصابين بالشلل الدماغي (CP-ISRA). حيث تخضع بعض أنظمة التصنيف لهيئات أخرى غير اللجنة البارالمبية الدولية للتزلج على الجليد وبالنسبة للأنظمة التي لا تستخدم في المنافسة الدولية الرياضة مفتوحة لجميع المنافسين ذوي الإعاقة البصرية أو الجسدية. ولا يُسمح للأشخاص ذوي الإعاقات الذهنية بالدخول.
تم تطوير أول أنظمة تصنيف للتزلج على الجليد في الدول الاسكندنافية مع أنظمة مبكرة مصممة للمتزلجين الذين يعانون من بتر الأطراف. في ذلك الوقت لم يتم تطوير المعدات اللازمة للسماح بمشاركة المتزلجين الذين يعانون من إصابات في النخاع الشوكي. كان هدف أنظمة التصنيف المبكرة أن تكون وظيفية ولكنها انتهت إلى أن تصبح أنظمة تصنيف طبية. ففي أول دورة ألعاب بارالمبية شتوية في عام 1976 كان هناك تصنيفان لهذه الرياضة. وبحلول ثمانينيات القرن العشرين كان هناك تصنيف للمتزلجين المصابين بالشلل الدماغي. ففي ذلك الوقت وبإلهام من تصنيف كرة السلة على الكراسي المتحركة بُذلت جهود لجعل التصنيف نظاميًا ووظيفيًا أكثر. أما بحلول ثمانينيات القرن العشرين فقد كانت هناك عشر فئات. ومنذ ذلك الحين بُذلت جهود لتحسين كفاءة التصنيف من خلال تقليل عدد الفئات حتى يكون ممكنًا مكافأة عدد أقل من الميداليات.
صفوف الوقوف
| فصل            | وصف                                                                      | المعدات النموذجية                       |
| -------------- | ------------------------------------------------------------------------ | --------------------------------------- |
| أل.دبليو 1     | بتر الساق المزدوجة فوق الركبة - شلل دماغي متوسط إلى شديد أو إعاقة مماثلة | زلاجتان وإثنان من الدعامات              |
| أل.دبليو 2     | بتر ساق واحدة فوق الركبة                                                 | زلاجة واحدة وإثنان من الدعامات الجانبية |
| أل.دبليو 3     | بتر الساق المزدوجة أسفل الركبة - شلل دماغي خفيف أو ضعف مماثل             | زلاجتان وعمودان                         |
| أل.دبليو 4     | بتر ساق واحدة من أسفل الركبة                                             | زلاجتان وعمودان                         |
| أل.دبليو 5/7-1 | بتر الذراعين فوق الكوع                                                   | زلاجتان - لا أعمدة                      |
| أل.دبليو 5/7-2 | بتر الذراعين واحدة فوق الكوع وواحدة تحت الكوع                            | زلاجتان - لا أعمدة                      |
| أل.دبليو 5/7-3 | بتر الذراعين من أسفل الكوع                                               | زلاجتان - لا أعمدة                      |
| أل.دبليو 6/8-1 | بتر الذراع الواحدة فوق الكوع                                             | زلاجتان وعمود واحد                      |
| أل.دبليو 6/8-2 | بتر الذراع الواحدة من أسفل الكوع                                         | زلاجتان وعمود واحد                      |
| أل.دبليو 9-1   | بتر أو إعاقة مماثلة لذراع واحدة وساق واحدة فوق الركبة                    | اختيار المعدات                          |
| أل.دبليو 9-2   | بتر أو إعاقة مماثلة لذراع واحدة وساق واحدة أسفل الركبة                   | اختيار المعدات                          |

صفوف الجلوس ( متزلجون أحاديون )
| فصل           | وصف                                                                                       |
| ------------- | ----------------------------------------------------------------------------------------- |
| أل.دبليو 10-1 | الشلل النصفي مع عدم وجود وظيفة في الجزء العلوي من البطن وعدم التوازن الوظيفي أثناء الجلوس |
| أل.دبليو 10-2 | شلل نصفي مع بعض وظائف الجزء العلوي من البطن وعدم القدرة على التوازن أثناء الجلوس          |
| أل.دبليو 11   | الشلل النصفي مع توازن وظيفي جيد أثناء الجلوس                                              |
| أل.دبليو 12-1 | الشلل النصفي مع بعض وظائف الساق وتوازن الجلوس الجيد                                       |
| أل.دبليو 12-2 | بتر الساق المزدوجة فوق الركبتين                                                           |

فصول ذوي الإعاقة البصرية
| فصل | وصف                        |
| --- | -------------------------- |
| ب1  | أعمى تماما                 |
| ب2  | حدة البصر أقل من 2/60      |
| ب3  | حدة البصر من 2/60 إلى 6/60 |

## نظام العوامل
تم إنشاء نظام تصنيف للتزلج على الجليد للسماح بتجميع التصنيفات في ثلاث مجموعات عامة: الجلوس والوقوف وضعاف البصر. ومن الممكن بعد ذلك عقد حدث ميدالية واحد لكل مجموعة على الرغم من وجود مجموعة واسعة من الاختلافات في الحركة الوظيفية والطبية. يعمل نظام التخصيم من خلال وجود رقم لكل فئة بناءً على حركته الوظيفية أو مستويات رؤيته، حيث يتم حساب النتائج عن طريق ضرب وقت الانتهاء في الرقم المُعامل. الرقم الناتج هو الذي يستخدم لتحديد الفائز في الأحداث التي يستخدم فيها نظام العوامل. وهذا يعني أن المتزلج الأسرع على التل قد لا يكون الفائز في الحدث.
يتم استخدام نظام التحليل في العديد من مسابقات التزلج على الجليد البارالمبي بما في ذلك كأس الألبي وسباقات أمريكا الشمالية وكأس أوروبا وفعاليات كأس العالم وبطولات العالم والألعاب البارالمبية الشتوية. حيث تستخدم التخصصات نتائج مقسمة إلى مجموعات لدمج الفئات ما لم يكن هناك ستة متزلجين أو أكثر يتنافسون في فئة معينة.

## الفهرس
- Goldman، Judy (2010). "02 Games History and Facts". Australian Paralympic Committee : media guide Vancouver 2010, 12-21 March (PDF). Sydney, Australia: Australian Paralympic Committee. مؤرشف من الأصل (PDF) في 2012-03-31.
- International Paralympic Committee Alpine Skiing (2012). IPC Alpine Skiing Rules and Regulations (PDF). Bonn, Germany: International Paralympic Committee. مؤرشف من الأصل (PDF) في 2023-08-27. اطلع عليه بتاريخ 2012-10-08.[وصلة مكسورة]
- International Paralympic Committee (2006). Paralympic winter games 1976-2006 : Ornskoldsvik—Torino. Bonn, Germany: International Paralympic Committee. sirsi: a667757. مؤرشف من الأصل في 2016-03-03. اطلع عليه بتاريخ 2012-10-08.
- International Paralympic Committee (2012). Equipment Regulations for IPCAS Competition (ط. Seasons 2012/2013 and 2013/2014). Bonn, Germany: International Paralympic Committee.
- Johnson، Robin (2009). Paralympic Sports Events. St. Catharines, Ontario: Crabtree Publishing Company. ISBN:978-0-7787-4025-4.
- Salt Lake Organizing Committee (2002). Alpine Skiing Technical Manual. Salt Lake City, Utah: Salt Lake Organizing Committee. مؤرشف من الأصل في 2016-03-08. اطلع عليه بتاريخ 2012-10-07. This is included as an appendix in the media guide, but it is not published by the APC.

## روابط خارجية
- AdaptiveSkiing.net مورد التزلج التكيفي
- الصفحة الرئيسية للتزلج على الجليد في IPC